# Mein Gott hilf mir, diese tödliche Liebe zu überleben
Mein Gott hilf mir, diese tödliche Liebe zu überleben (título original en alemán; en español: «Dios mío, ayúdame a sobrevivir a este amor mortal», en ruso: Го́споди! Помоги́ мне вы́жить среди́ э́той сме́ртной любви́, romanizado: Góspodi! Pomogí mne výzhit' sredí étoy smértnoy lyubví) también conocido por el título alemán Bruderkuss o su equivalente inglés Brotherhood Kiss («Beso entre hermanos» en español) es un famoso mural ubicado en Berlin, Alemania. Fue pintado en una sección del Muro de Berlín en 1990 por el artista ruso Dmitri Vrúbel en la East Side Gallery una galería de arte al aire libre situada sobre los restos del muro que para ese entonces ya había sido demolido en su mayor parte.
La obra presenta dos hombres besándose: Leonid Brézhnev (el líder comunista de la Unión Soviética) y Erich Honecker (el líder comunista de la República Democrática de Alemania). 
Hubo muchas obras en el muro de Berlín, la mayoría realizadas con grafiti, pero esta obra se convirtió rápidamente en una de las más conocidas y populares; con la obra en sí habiendo sido objeto de incontables parodias a pesar de ser en sí una parodia además de haber inspirado muchas obras derivativas.

## Contexto
El Muro de Berlín que dividía a Berlín en dos secciones: una con un sistema socialista controlado por la entonces Unión Soviética y otra con un sistema capitalista controlado por los Estados Unidos como parte de un arreglo al que se llegó cuando dichas naciones ganaron la Segunda Guerra Mundial con la ayuda de los países aliados. A lo largo de su historia muchas obras de grafiti aparecieron en el muro, algunas simples y toscas, mientras que otras eran más elaboradas pero todas realizadas en el lado occidental (capitalista) del muro ya que las autoridades comunistas no permitían dicho vandalismo en sus jurisdicciones.
Tras el comienzo de la disolución de la Unión Soviética, muchos países que normalmente se encontraban bajo dominio soviético en Europa oriental se liberaron de dicho yugo dando comienzo a las revoluciones de 1989. El muro de Berlín comenzó a ser destruido de manera espontánea por el pueblo alemán harto del régimen comunista a partir de la noche del 9 de noviembre de 1989; pero algunas secciones del Muro de Berlín sobrevivieron junto a sus correspondientes obras.
Porciones del muro sin alterar y sin pintar también fueron conservadas, incluyendo 1,316 metros que se conservaron en la llamada East Side Gallery, una galería al aire libre que muestra las secciones conservadas del muro y las obras ahí pintadas.

## El mural
Entre las obras ahí pintadas se encuentra Mein Gott hilf mir, diese tödliche Liebe zu überleben («Dios mío, ayúdame a sobrevivir a este amor mortal» en alemán) y pintada en 1990 por el artista ruso Dmitri Vrúbel Títulos alternativos incluyen Bruderkuss («Beso entre hermanos» en alemán) o Brotherhood Kiss (su equivalente en inglés).
El mural fue pintado en 1990 cuando los administradores de la galería encargaron a Vrúbel pintar en una de las secciones del muro una recreación de una famosa fotografía donde el líder de la Unión Soviética Leonid Brezhnev y de Alemania Oriental, Erich Honecker, besándose a manera de saludo.

## La fotografía que sirvió de inspiración
La fotografía en sí fue capturada el 7 de octubre de 1979 por el fotógrafo Régis Bossu cuando Leonid Brézhnev visitaba Alemania Oriental para celebrar el aniversario de este país comunista y firmar un acuerdo comercial y económico.
Los derechos legales de la fotografía pertenecen a la corporación Corbis que es parte de la empresa estadounidense Branded Entertainment Network (BEN), cuyo dueño es Bill Gates.

## Análisis
El mural satiriza la famosa fotografía del beso entre Leonid Brézhnev y Erich Honecker que la fotógrafa Sibylle Bergemann
 tomó durante la celebración del 30 aniversario de la República Democrática Alemana en 1979. Bajo la imagen de los políticos besándose aparece la leyenda en ruso y en alemán ("Mein Gott, hilf mir, diese tödliche Liebe zu überleben"). La versión de 2009 también incluye un espacio con la traducción de la leyenda al inglés ("My God, help me to survive this deadly love").
Conviene aclarar que el beso que Brezhnev y Honecker se dieron en 1979 carece de connotación sexual alguna, ya que era una costumbre muy común entre socialistas que eran muy cercanos, y era una muestra de cercanía total, un símbolo de confianza total. Este beso fraternal socialista tiene su origen en la iglesia ortodoxa rusa (la mayoría de los rusos son cristianos ortodoxos) que introdujo ademanes como un beso en la mejilla entre dos contrincantes para señalar el fin de un conflicto, o tan solo para expresar cariño.
La imagen del cuadro se ha convertido en un importante icono popular de Berlín, por lo que puede observarse en multitud de recuerdos de la ciudad como homenaje a la euforia que supuso para la población de la ciudad la apertura del Muro de Berlín en 1989.

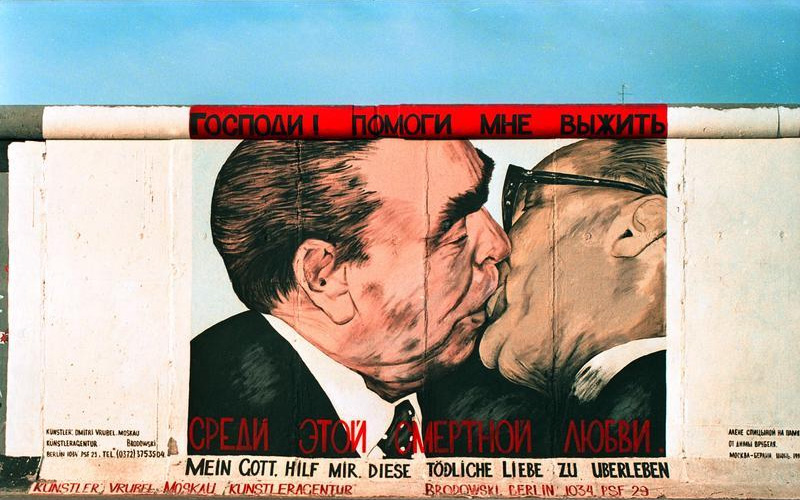
Versión original del mural en 1990.
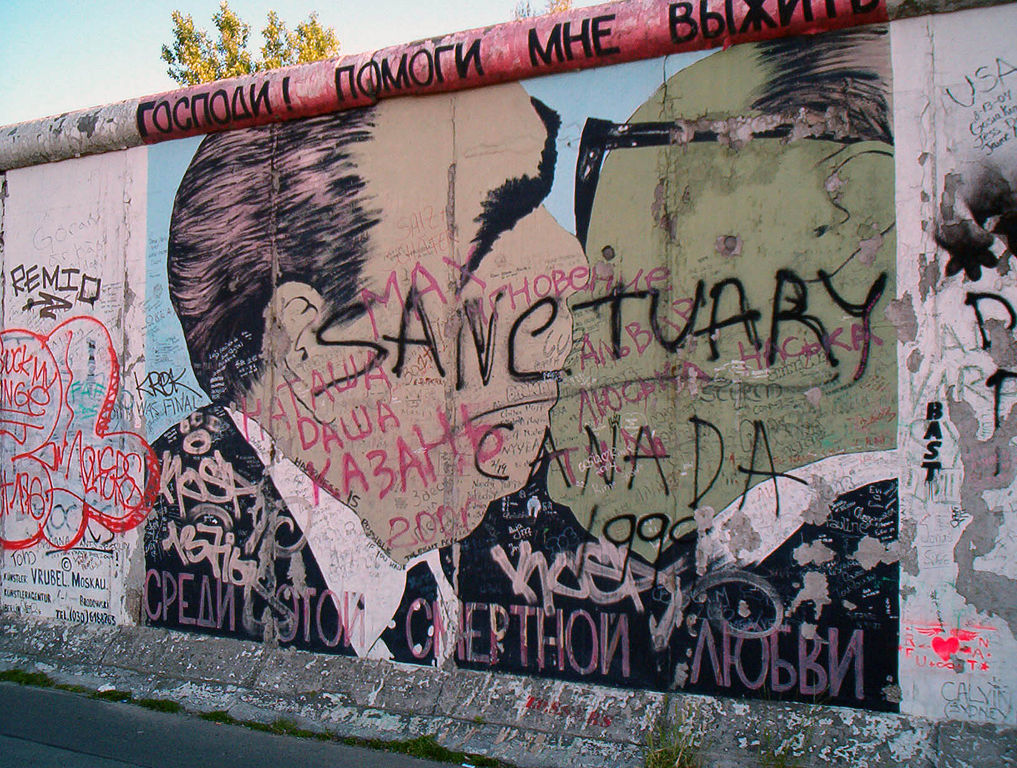
Estado del mural en 2005, tras 15 años de vandalismo y exposición al aire libre.
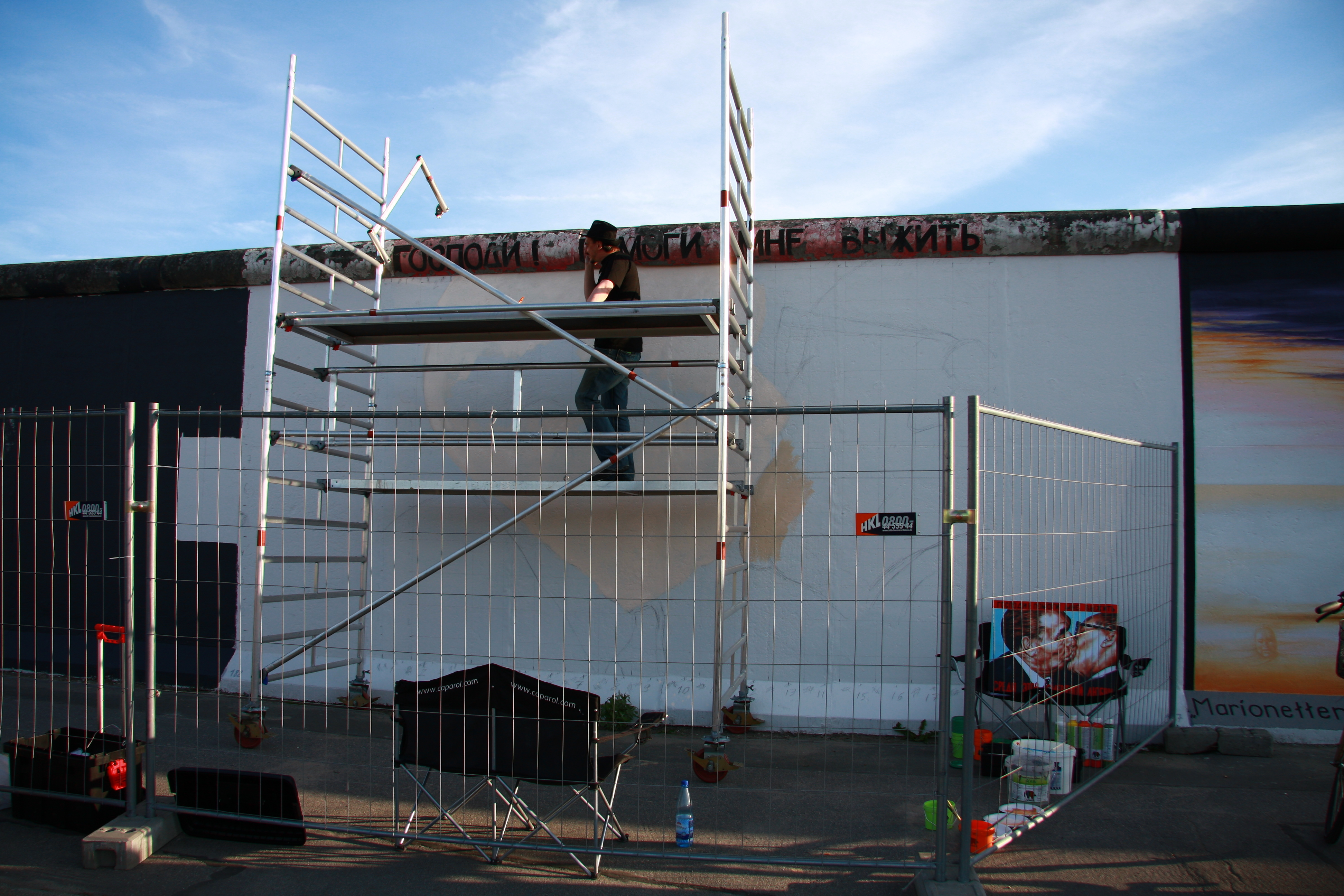
Dmitri Vrúbel inicia las labores de repintado del mural en junio de 2009.
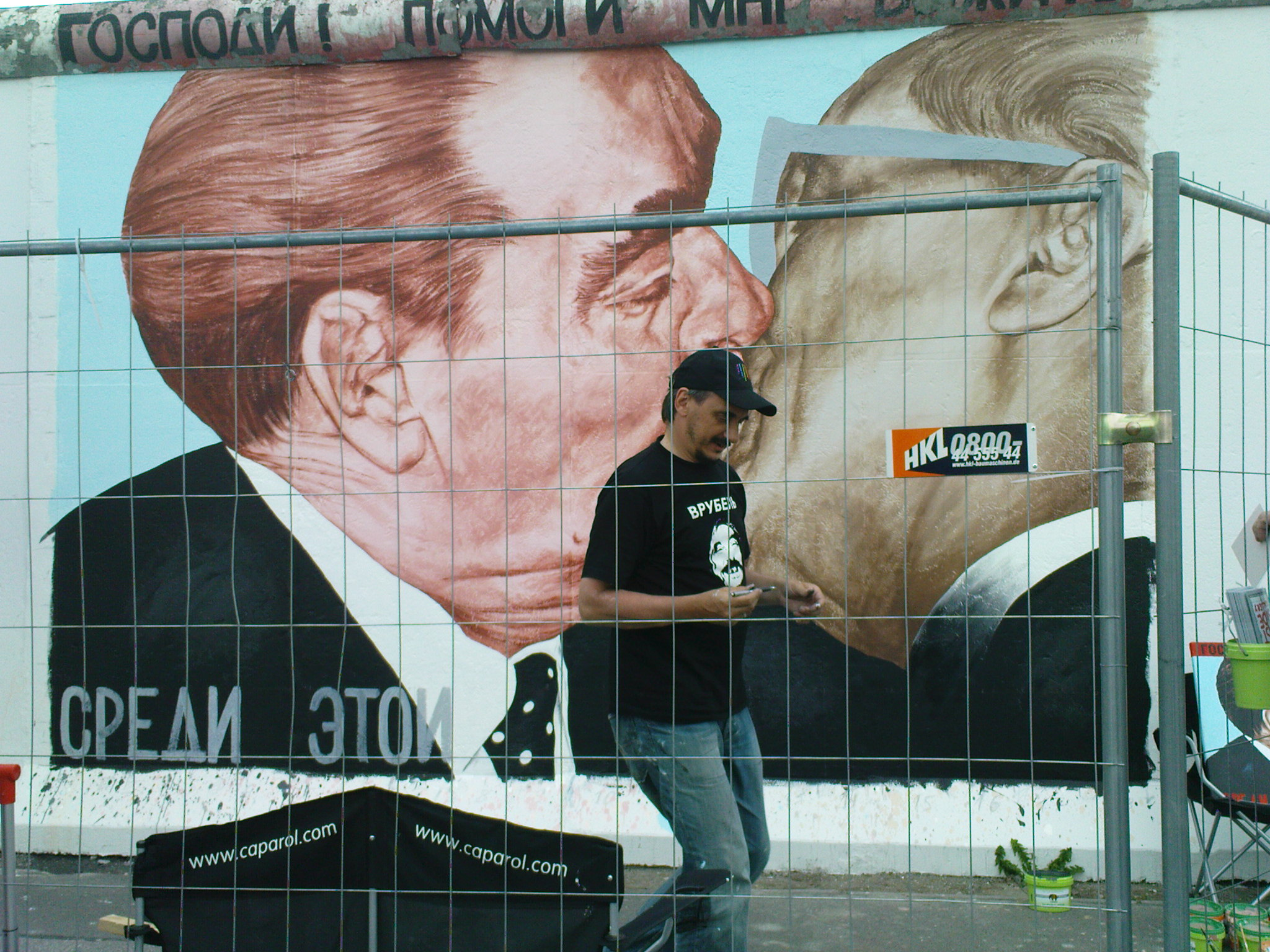
Dmitri Vrúbel frente a su nueva versión del mural (2009).

## Homenajes
En la edición de 2022 del festival de música Primavera Sound, celebrado en Barcelona, se desplegó una lona de gran tamaño que replicaba el mural del beso fraternal con la leyenda en ruso, solo que, en el lugar de Brézhnev y Honecker, la lona mostraba un beso entre la alcaldesa de Barcelona, Ada Colau, y la presidenta de la Comunidad de Madrid, Isabel Díaz Ayuso, como una representación alegórica de que la siguiente edición del festival se celebraría tanto en Madrid como en Barcelona.